# Skeena Mountains
Skeena Mountains är en bergskedja i Kanada.   Den ligger i provinsen British Columbia, i den centrala delen av landet, 3 800 km väster om huvudstaden Ottawa. Arean är 32 800 kvadratkilometer.
Trakten runt Skeena Mountains är nära nog obefolkad, med mindre än två invånare per kvadratkilometer.